# Denis Mast
Denis Mast (* 4. März 1941 in Les Verrières) ist ein ehemaliger Schweizer Skilangläufer.

## Werdegang
Mast, der für Les Cernets-Verrières startete, nahm bis 1961 an Juniorenrennen teil. Dabei wurde er 1961 in Einsiedeln Juniorenmeister über 7 km. Im folgenden Jahr errang er bei den Schweizer Skimeisterschaften den vierten Platz mit der Staffel. Nach Platz zwei beim Neujahrslauf in Entlebuch zu Beginn der Saison 1962/63 gewann er bei den Schweizer Skimeisterschaften 1963 Bronze mit der Staffel und Silber über 30 km. In der Saison 1963/64 holte er bei den Schweizer Skimeisterschaften 1964 über 15 km und 30 km jeweils Bronze und über 50 km Silber. Zudem siegte er beim Björnstad-Gedenklauf in Schwarzenbühl und lief beim Kurikkala-Cuprennen in Morbier auf den dritten Platz mit der Schweizer Staffel. Auch im folgenden Jahr triumphierte er beim Björnstad-Gedenklauf und holte bei den Schweizer Skimeisterschaften 1965 die Bronzemedaille mit der Staffel. Zudem belegte er dort den neunten Platz über 15 km und den vierten Rang über 50 km. In der Saison 1965/66 wurde er bei den Schweizer Skimeisterschaften 1966 Fünfter über 15 km, Zweiter über 30 km und holte über 50 km seinen einzigen Meistertitel. Er wurde daraufhin für die Nordischen Skiweltmeisterschaften 1966 in Oslo nominiert, wo er den 36. Platz über 30 km und den sechsten Rang mit der Staffel belegte. Im März 1966 gewann er zum dritten Mal in Folge den Björnstad-Lauf. Im folgenden Jahr lief er bei den Schweizer Skimeisterschaften über 15 km und 30 km jeweils auf den fünften Platz. Zudem errang beim internationalen Rennen in Le Brassus den 20. Platz über 15 km und am Holmenkollen den 37. Platz über 15 km. Nach Platz zwei über 12 km in Kriens und Rang zwei beim Neujahrslauf in Entlebuch zu Beginn der Saison 1967/68 holte er bei den Schweizer Skimeisterschaften 1968 in St. Moritz Bronze über 50 km und belegte im Februar 1968 in Grenoble bei seiner einzigen Olympiateilnahme den 28. Platz über 30 km. Zum Saisonende siegte er beim 35-km-Skimarathon in Les Cernets-Verrières und zum vierten Mal beim Björnstad-Gedenklauf in Schwarzenbühl.
Zu Beginn der Saison 1968/69 errang Mast beim internationalen Staffellauf in St. Moritz und in Disentis über 14 km jeweils den zweiten Platz. Es folgte Platz eins über 15 km in Jaun, Platz neun über 15 km in Le Brassus und Rang vier mit der Schweizer Staffel in St. Moritz. Im März 1969 wurde er beim Björnstad-Gedenklauf Zweiter und siegte beim 32,5-km-Skimarathon in Les Cernets-Verrières. Nach Platz fünf beim Staffellauf in St. Moritz und mehreren Podestplatzierungen bei nationalen Rennen zu Beginn der Saison 1969/70 gewann er bei den Schweizer Skimeisterschaften 1970 Silber über 50 km und errang über 15 km den zweiten Platz. Beim Saisonhöhepunkt, den Nordischen Skiweltmeisterschaften 1970 in Štrbské Pleso, belegte er den 35. Platz über 30 km und den 23. Rang über 50 km. Nach der Saison 1969/70 beendete er seine internationale Karriere.